# Battaglia di Autas
La battaglia di Autas o Awtas si svolse nell'anno 630 ad Awtas, dopo la battaglia di Hunayn e prima dell'assedio di Ta'if. Muhammad si presentò con 12 000 combattenti contro una coalizione di tribù. Subirono un'imboscata e i musulmani vennero bersagliati da una pioggia di frecce. Nonostante ciò, i musulmani uscirono vittoriosi dallo scontro.

## Contesto
Una lega di tribù montane ostili a Muhammad formò un'alleanza per attaccarlo. La coalizione includeva Thaqif, Hawazin, Joshimiti, Sadiani e diverse altre agguerrite tribù montane. Secondo la tradizione islamica, la valle dei Banu Sa'd (chiamati "Sadiani" da Irving) è il luogo dove Muhammad fu allevato da bambino e dove ricevette la purificazione da parte di un Angelo.
I Thaqif erano idolatri che veneravano Allāt. Controllavano la fertile area di Ta'if ed erano anche la tribù che aveva scacciato Muhammad da Ta'if, lanciandogli pietre nella piazza pubblica quando predicava per la prima volta l'Islam.

## La Battaglia
Muhammad si recò ad Autas con 12 000 uomini. Mentre l'esercito musulmano attraversava la valle di Hunayn, un gruppo di tribù nemiche piovve frecce sui musulmani. L'attacco colse di sorpresa i musulmani e molti fuggirono per ripararsi dalle frecce. Solo nove uomini rimasero al fianco di Muhammad. Dopo un po', i musulmani si raggrupparono e si schierarono intorno a Muhammad. Marciarono poi verso Autas e, dopo un confronto, le tribù furono sconfitte e i musulmani catturarono un grande bottino di guerra.